# Марија (жена Јована Владислава)
Марија је била бугарска царица, супруга Јована Владислава. Последња је царица Првог бугарског царства.

## Биографија
Маријино порекло је непозанто. За Јована Владислава се удала крајем 10. века. Њен супруг био је син комитопула Арона, брата цара Самуила. Самуило је 987. године убио Арона и његову породицу. Преживео је само Јован Владислав. Након Самуилове смрти 1014. године, на престо је дошао његов син, Гаврило Радомир. Владислав га је убио већ следеће, 1015. године. Наставио је да пружа отпор византијском цару Василију II све до погибије 1018. године приликом опсаде Драча. Марија се убрзо након погибије свога мужа предала византијском цару. Изведена је пред византијског цара у Охриду, заједно са синовима и кћерима који су остали у граду. Три сина су се повукла на планину Томор где су још неко време пружали отпор Византинцима пре него што су се предали. Марији је додељена висока титула зоје патрикије и одведена је у Цариград. Њени синови интегрисани су у редове византијске аристократије. Најстарији, Пресијан II, склапао је заверу против цара Романа III Аргира (1029). У завери је учествовала и Марија. Након што је завера откривена, Пресијан је ослепљен, а Марија приморана да се замонаши у Малој Азији.

### Потомство
Марија и Јован Владислав имали су неколико деце укључујући и:
- Пресијана II, који је наследио оца 1018. године
- Арона, који је касније постао византијски генерал
- Алусијан, један од вођа устанка 1040-1041.
- Трајан
- Радомир
- Катарина, супруга византијског цара Исака Комнина